# Acraea heliconioides
Acraea heliconioides är en fjärilsart som beskrevs av Stoneham 1936. Acraea heliconioides ingår i släktet Acraea och familjen praktfjärilar. Inga underarter finns listade i Catalogue of Life.